# George Engleheart
George Engleheart (ur. 1750, zm. 1829) – jeden z najwybitniejszych angielskich malarzy miniatur portretowych, współczesny Richardowi Cosway, Johnowi Smart, Williamowi Wood i Richardowi Crosse.

## Życiorys
Uważa się, że Engleheart urodził się w Kew, Surrey, 26 października 1750 roku. Jego ojcem był Francis Englehart (zm. 1773), Niemiec, który jako dziecko wyemigrował do Anglii; jego matką była Anne Dawney. Miał siedmiu braci. Jego nazwisko zostało zmienione na Engleheart po śmierci ojca.